# Clásico bogotano
El clásico bogotano, también conocido como clásico capitalino, es el partido que enfrenta a los dos equipos de fútbol más tradicionales de Bogotá, capital de Colombia: Santa Fe y Millonarios. El enfrentamiento es el único clásico regional que se ha jugado en todas las temporadas del fútbol profesional colombiano de forma ininterrumpida. Es considerado uno de los partidos más importantes del fútbol colombiano.
Para el año 2025, ambos conjuntos juegan en la Categoría Primera A del fútbol profesional colombiano, siendo dos de los únicos equipos del país que han jugado todas las temporadas desde su inicio. El encuentro se disputa en el Estadio Nemesio Camacho El Campín, sede de ambos clubes en sus partidos como local.
Hasta la fecha se han disputado 343 clásicos oficiales entre estos 2 clubes en más de 70 años de profesionalismo del balompié en Colombia, siendo 322 de ellos válidos por la Primera A, 15 por la Copa Colombia, 2 por la Superliga de Colombia, 2 por la Copa Libertadores y 2 por la Copa Sudamericana.

## Historia
Durante la década anterior al surgimiento del fútbol profesional en Colombia, ambos equipos eran muy reconocidos en el ámbito futbolístico bogotano y nacional. La primera edición del clásico bogotano se llevó a cabo en 1942, con marcador a favor de Millonarios por 4:1 en disputa de la Liga de fútbol del departamento de Cundinamarca. Sin embargo, el primer clásico oficial en el profesionalismo se jugó el 19 de septiembre de 1948 en el marco de la sexta fecha del primer campeonato profesional de fútbol en el país, donde Santa Fe derrotó a Millonarios por marcador de 5:3, quedándose de esta manera con el primer clásico capitalino en torneos oficiales; los goles rojos fueron obra de Hermenegildo Antón, Rafael Prieto y Jesús María Lires en tres oportunidades, mientras que Alfonso Rodríguez, Humberto Vargas y Alfredo Castillo anotaron por parte de los azules. Por otro lado, la primera victoria de Millonarios en el profesionalismo fue el 16 de octubre de 1949 por marcador de 6:3, los goles de Millonarios llegaron por intermedio de Alfredo Di Stéfano autor de tres goles ese día, Adolfo Pedernera, Alcides Aguilera e Ismael Soria; mientras que por Santa Fe anotaron Mario Fernández en dos oportunidades y Luis López. Finalmente, hay que resaltar que la primera paridad en este clásico data del 10 de julio de 1949. En aquella ocasión, el local fue Millonarios y el partido finalizó con marcador 2:2. Los goles azules fueron obra de Adolfo Pedernera y Alfredo Castillo, mientras que por Santa Fe anotaron Hermenegildo Antón y Heraldo Ferreyro.
La mejor década del clásico de Bogotá fue la de los años sesenta, cuando las nóminas de ambos equipos eran integradas por jugadores destacados de Argentina, Brasil y Colombia. Ambos equipos estaban disputando los títulos hasta la última fecha, incrementando la emoción y el sentido de pertenencia de los bogotanos con sus equipos. Durante la llamada época del Dorado, Millonarios de la mano de Alfredo Di Stéfano acompañado de otras grandes figuras, y durante las décadas de 1960, 1970 y 1980, tomó una ventaja considerable sobre Santa Fe en número de clásicos ganados. 
Finalmente hay que destacar que históricamente los 3 marcadores que más se han repetido a lo largo del derbi bogotano son el 1-0 (46 veces), el 1-1 (45 veces) y 2-1 (41 veces). Mostrando a través de dichas estadísticas que, a lo largo de las 73 temporadas, este clásico ha sido uno de los más disputados en el fútbol de Colombia.

### El 7-3: El partido con más goles
En la historia de los clásicos capitalinos quedará la tarde del 23 de febrero de 1992, en la cual, por la primera fecha del campeonato de ese año, Independiente Santa Fe  goleó a Millonarios 7-3, quedando el partido empatado 1-1 la primera mitad. Millonarios partía como favorito, ya que tenía un equipo muy poderoso y donde además sería el debut como profesional de Óscar Córdoba en las toldas azules. Sin embargo, Independiente Santa Fe, aparentemente con una nómina menos competitiva, ese día, lograría una de sus mayores hazañas en lo que sería una de las mejores presentaciones en la historia del fútbol colombiano. En el primer tiempo, empezaría ganando el embajador con gol del Pocillo Diaz, a los 23 minutos anotaría para el cardenal el argentino Daniel Tílger. Más tarde, en la segunda mitad, Adolfo Valencia marcaría el segundo y el tercer gol en menos de 5 minutos. El uruguayo Piter Méndez descontaría para el azul, el cuarto gol cardenal lo marcaría de nuevo Tílger y el quinto gol sería obra de Francisco Wittingham a los 25 minutos de la segunda parte. Russo descontaría para Millonarios y, más adelante, Daniel Tílger lograría un triplete marcando el sexto gol para Independiente Santa Fe. Finalmente, al minuto 40, Fredy Hurtado marcaría el séptimo gol del León. Fox Sports, con su programa Fuimos héroes, rememoró la mayor goleada de Santa Fe sobre su eterno rival.

### A puerta cerrada
El 12 de octubre de 2005, se disputó la versión 241 del clásico capitalino sin acceso de público. Esta medida fue tomada por la Alcaldía Mayor de Bogotá luego de que la Dimayor sancionara con una fecha de sanción al Estadio El Campín por los incidentes violentos de hinchas de Millonarios en el intermedio del juego del 18 de septiembre ante Deportes Quindío y por los enfrentamientos entre las barras bravas de Santa Fe y Millonarios antes del partido. Ya en lo deportivo, el conjunto cardenal se impuso 1:3 con goles de Luis Yanes, Jairo Suárez y Nelson Olveira. Por los azules descontó Harry Castillo.

### Triunfo 100 de Millonarios
El 16 de septiembre de 2007, Millonarios completó 100 victorias en sus enfrentamientos en el clásico bogotano ante Santa Fe en la edición número 248 del clásico bogotano. El gol del triunfo azul fue marcado al minuto 50 por el volante Gerardo Bedoya, quien posteriormente sería jugador de Santa Fe.

### El 5-1, la mayor goleada de Santa Fe en Copa Colombia
El 22 de junio de 2011 se disputó en el Estadio Metropolitano de Techo la octava fecha de la Copa Colombia 2011. Millonarios era líder invicto de su grupo con cuatro victorias y dos empates, mientras que Santa Fe llegaba cuarto y con pocas opciones de clasificar a la siguiente fase. En el primer tiempo, se presentó un partido de ida y vuelta con pocas oportunidades de gol tanto para un equipo como para el otro. Sin embargo, fue en los últimos minutos de la parte inicial cuando el rojo capitalino, por intermedio de Óscar Rodas, abrió el marcador luego de una exquisita jugada individual del delantero bogotano; poniendo así el 1-0 parcial con el que se dio fin a la primera etapa. Comenzó entonces el segundo tiempo con un Millonarios que buscaba por todos los medios el empate, fue entonces cuando a los 5 minutos el uruguayo José Luis Tancredi marco el 1-1 para los azules, quienes después de la igualdad buscaron el tanto que los colocara arriba en el marcador. Pero fue Santa Fe el que rompió la paridad en el minuto 35 del segundo tiempo, cuando Mario Gómez luego de un excelente cabezazo puso el 2-1, posteriormente a los 43 minutos Gerardo Bedoya, un ex-Millonarios colocó el 3-1 con complicidad del portero embajador Luis Enrique Delgado, un minuto más tarde de nuevo Mario Gómez marco para los cardenales y, en tiempo adicional, el juvenil Cristian Álvarez anotó el 5-1, luego de una jugada en la que los jugadores rojos tocaron el balón 21 veces.

### Superliga 2013
En enero de 2013 se realiza la segunda edición de la Superliga de Colombia, Con la participación de Santa Fe (como campeón Torneo Apertura 2012) y Millonarios (como campeón Torneo Finalización 2012). El 24 de enero se juega el partido de ida con un resultado 2-1 a favor de Santa Fe: Luis Carlos Arias marca los dos goles cardenales y Pedro Franco el descuento de Millonarios. El 27 de enero siguiente el equipo cardenal ganó de nuevo los tres puntos por la mínima diferencia, con gol de Carlos Valdés. Terminando la serie 3-1 a favor de Santa Fe el equipo albirojo se consagró campeón de la Superliga ante su eterno rival.

### Torneo Finalización 2017
La primera final capitalina del Campeonato Colombiano (primera en torneos cortos), se disputaría luego de que el cuadro albirrojo ganó en semifinales ante Tolima, con victoria 0-1 en la ida y empate 1-1 en la vuelta como local. Por el otro lado, Millonarios disputó la semifinal contra América de Cali, el club ganó 1-2 de ida en Cali con goles de Ayron del Valle y David Macalister Silva y empató 0-0 de local.
La final se llevó a cabo los días 13 de diciembre y 17 de diciembre en El Campín, siendo Millonarios local de ida y Santa Fe local de vuelta.
En el partido de ida, se adelantaría el cuadro azul gracias al gol de De los Santos. En el partido de vuelta, Santa Fe se adelantaría al minuto 15 con un penal cobrado por Wilsón Morelo (Igualando la serie) y así se mantuvo el marcador toda la primera parte. En el segundo tiempo, Millonarios empataría el marcador con gol de Andrés Cadavid al minuto 53 (2-1 a favor de Millonarios), y, en las últimas estancias del partido, Morelo volvería a darle un respiro al cuadro santafereño a tan solo 7 minutos del final. Pero, de forma inesperada, 2 minutos después, Henry Rojas anotaría el gol que daría la décima quinta estrella a Millonarios con un marcador global de 3 a 2.

### Copa Sudamericana 2018
En el 2018 por los dos equipos tradicionales de Bogotá se enfrentan por primera vez en la historia en la Copa Sudamericana en la fase de octavos de final. Ambos equipos clasificaron a la segunda fase de este torneo tras ocupar el tercer lugar en sus respectivos grupos en la Copa Libertadores 2018.  Millonarios clasificó a octavos de final de la Copa Sudamericana 2018 tras eliminar a equipo paraguayo General Diaz por un global de 5-1. por su lado Santa Fe hizo lo mismo ante Rampla Juniors, de Uruguay, con un global de 2-0.
El primer encuentro entre los dos equipos bogotanos se realizó el 28 de septiembre de 2018 siendo local el equipo rojo, partido que terminó en un empate a cero goles. El partido de vuelta de la serie se jugó el 2 de octubre de 2018 con el equipo embajador como local, jugados los 90 minutos reglamentarios los equipos no lograron desequilibrar la balanza,  firmando el 0-0 global y sentenciando la definición desde lanzamientos del punto penal. Santa Fe se llevó la victoria y la clasificación a cuartos de final de la Copa Sudamericana 2018 tras ganar la serie de penaltis 5-3.

## Hinchas
Un aspecto importante del clásico capitalino es la presencia de la hinchada de ambos equipos en el Estadio El Campín las dos hinchadas siempre registran grandes asistencias de público. Los hinchas azules resaltan el hecho de ser el equipo que más victorias ha conseguido en el clásico capitalino, además de tener en su haber 6 campeonatos más que su rival de patio en la Categoría Primera A (16 azules contra 10 rojos). Los rojos por su parte, celebran haber sido el primer campeón en 1948, el primer equipo de Colombia en ganar la Copa Sudamericana y la Copa Suruga Bank.
La barras bravas de Millonarios son los Comandos Azules Distrito Capital y la Blue Rain. Actualmente los Comandos Azules y la Blue Rain se ubican en la tribuna lateral Norte para todos los partidos en El Campín. Por su parte, la barra brava de Santa Fe es La Guardia Albi-Roja Sur y se ubica en el sector lateral Sur del estadio en los partidos de local. Las ubicaciones pueden cambiar por disposición de la Alcaldía o por sanciones a las barras.
Normalmente los hinchas llevan además de sus banderas, miles de rollos de papel, extintores, banderas gigantes, globos, tiras plásticas, papel picado, humos e inclusive pólvora (que en Bogotá está prohibida para su manipulación por no expertos) para dar el trasfondo al partido.
Hoy en día, el clásico convoca a miles de asistentes a las tribunas del Estadio El Campín y es seguido por miles más cuando es transmitido por televisión. Siempre generando mucha expectativa por lo que puedan tener preparado las populares hinchadas de ambos clubes.

## Datos y partidos
- Mayor victoria de Santa Fe en Primera A: 7:3, 23 de febrero de 1992. Goles de Daniel Tílger (3), Adolfo Valencia (2), Francisco Wittingham y Fredy Hurtado; descontarían para el azul el Pocillo Diaz, Piter Méndez, Russo.
- Mayor victoria de Millonarios en Primera A: 6:0 en dos ocasiones. La primera el 29 de junio de 1952 (Goles de Alfredo Castillo, Adolfo Pedernera, Alfredo Di Stéfano, Antonio Báez (2) y Reinaldo Mourin) y la segunda el 29 de agosto de 1954 (Goles de Julio Ávila (3), Rubén Deibe, Liborio Guzmán y Óscar Contreras).
- Máximos anotadores en el clásico bogotano: Alfredo Castillo de Argentina (15 goles, todos al servicio de Millonarios),[13] Léider Preciado de Colombia (15 anotaciones con la camiseta de Santa Fe) y Miguel Ángel Converti también argentino (14 goles con Millonarios y 1 con Santa Fe).[13]
- Jugadores con tripletas en el clásico bogotano: Alfredo Di Stéfano en 1949 y 1951 respectivamente, Julio Ávila en 1954 y Humberto Osorio Botello en el 2012 al servicio de Millonarios.[13] Léider Preciado el 22 de agosto de 2004 minutos 37, 62 y 80, al servicio de Santa Fe, David Montoya (2006) y Wilson Morelo en 2018, al servicio de Santa Fe .[14]

## Otros datos del clásico
- Santa Fe y Millonarios han jugado todas las temporadas del Fútbol Profesional Colombiano.[15]
- Santa Fe es el primer campeón del fútbol profesional colombiano en la temporada 1948.
- Millonarios ha sido campeón después de Santa Fe en 5 ocasiones: 1948-1949, 1958-1959, 1960-1961, 1971-1972, 2012-I-2012-II
- Desde la creación de los torneos Apertura y Finalización (2002), Santa Fe y Millonarios no se habían enfrentado en los cuadrangulares ni en la final, esto acabó en el torneo 2013-I cuando se encontraron en el mismo cuadrangular.
- Santa Fe y Millonarios son los únicos equipos de un clásico regional en disputar una Superliga, ganada por Santa Fe.
- Santa Fe no ganaba un título del fútbol profesional colombiano desde 1975, mala racha que acabó en 1989 cuando consiguió la Copa Colombia. Luego, en 2009, volvió a ganarla, esta vez en su nuevo formato. Finalmente, en el Torneo Apertura 2012 logra su séptimo título de liga tras treinta y seis años, seis meses y veinticuatro días sin poder lograrlo.
- Millonarios no ganaba un título del fútbol profesional colombiano desde 1988, mala racha que acabó en el 2011 cuando consiguió su segunda Copa Colombia y terminó de extinguirse con la obtención de su décimo cuarto título en el Torneo Finalización 2012.
- En el Torneo Apertura 2011 el arquero de Millonarios Luis Delgado realizó una asistencia luego de un tiro de esquina para que Rafael Robayo anotara el gol de la clasificación para los play-off de dicho torneo en el último minuto del partido. Mientras que en el Torneo Finalización 2011 fue el arquero de Santa Fe Camilo Vargas quien metió el gol de la clasificación para los play-off, tras anotar de cabeza luego de un tiro de esquina ejecutado también en el último minuto del partido. Al siguiente año, 2012, ambos arqueros fueron campeones con sus respectivos equipos en condición de titular y así acabando con una larga sequía sin ganar títulos de liga (Santa Fe, 37 años, y Millonarios, 24 años).
- En el Torneo Finalización 2004, Léider Preciado marca su única tripleta frente a Millonarios, logrando también su gol 100 en el segundo gol que marca en ese partido contra el eterno rival. Por parte de Millonarios, en el Torneo Apertura 2013, Mayer Candelo anotó su gol 100 en el segundo gol para la victoria ante Santa Fe por 1-3.
- El Torneo Finalización 2017 quedó para la historia tras disputarse la primera final de liga en el clásico capitalino. Millonarios y Santa Fe, llegaron a la final después de dejar en el camino al América de Cali y el Deportes Tolima respectivamente.

## Encuentros

### En competiciones internacionales
| Número | Fecha                    | Torneo            | Hora  | Equipo local | Resultado      | Equipo visitante |
| ------ | ------------------------ | ----------------- | ----- | ------------ | -------------- | ---------------- |
| 1      | 4 de marzo de 1976       | Copa Libertadores | 20:45 | Millonarios  | 1 - 1          | Santa Fe         |
| 2      | 25 de marzo de 1976      | Copa Libertadores | 20:45 | Santa Fe     | 1 - 0          | Millonarios      |
| 3      | 18 de septiembre de 2018 | Copa Sudamericana | 19:45 | Santa Fe     | 0 - 0          | Millonarios      |
| 4      | 2 de octubre de 2018     | Copa Sudamericana | 19:45 | Millonarios  | 0 - 0 (3-5 p.) | Santa Fe         |

### En Copa Colombia
| Número | Fecha                   | Torneo        | Hora  | Equipo local | Resultado | Equipo visitante |
| ------ | ----------------------- | ------------- | ----- | ------------ | --------- | ---------------- |
| 1      | 25 de noviembre de 1956 | Copa Colombia |       | Millonarios  | 4 - 1     | Santa Fe         |
| 2      | 6 de mayo de 2008       | Copa Colombia | 20:30 | Millonarios  | 2 - 0     | Santa Fe         |
| 3      | 13 de agosto de 2008    | Copa Colombia | 20:30 | Santa Fe     | 1 - 0     | Millonarios      |
| 4      | 6 de mayo de 2009       | Copa Colombia | 20:30 | Santa Fe     | 0 - 1     | Millonarios      |
| 5      | 12 de agosto de 2009    | Copa Colombia | 20:30 | Millonarios  | 2 - 2     | Santa Fe         |
| 6      | 28 de abril de 2010     | Copa Colombia | 20:30 | Millonarios  | 2 - 2     | Santa Fe         |
| 7      | 4 de agosto de 2010     | Copa Colombia | 20:30 | Santa Fe     | 2 - 2     | Millonarios      |
| 8      | 13 de abril de 2011     | Copa Colombia | 20:30 | Millonarios  | 2 - 1     | Santa Fe         |
| 9      | 21 de junio de 2011     | Copa Colombia | 20:30 | Santa Fe     | 5 - 1     | Millonarios      |
| 10     | 11 de abril de 2012     | Copa Colombia | 20:00 | Santa Fe     | 2 - 3     | Millonarios      |
| 11     | 9 de junio de 2012      | Copa Colombia | 18:00 | Millonarios  | 1 - 1     | Santa Fe         |
| 12     | 13 de marzo de 2013     | Copa Colombia | 20:00 | Millonarios  | 1 - 1     | Santa Fe         |
| 13     | 8 de mayo de 2013       | Copa Colombia | 20:00 | Santa Fe     | 1 - 1     | Millonarios      |
| 14     | 6 de julio de 2014      | Copa Colombia | 19:30 | Millonarios  | 0 - 1     | Santa Fe         |
| 15     | 13 de agosto de 2014    | Copa Colombia | 19:30 | Santa Fe     | 1 - 0     | Millonarios      |

### En Superliga
| Número | Fecha               | Torneo                | Hora  | Equipo local | Resultado | Equipo visitante |
| ------ | ------------------- | --------------------- | ----- | ------------ | --------- | ---------------- |
| 1      | 24 de enero de 2013 | Superliga de Colombia | 19:00 | Millonarios  | 1 - 2     | Santa Fe         |
| 2      | 27 de enero de 2013 | Superliga de Colombia | 15:15 | Santa Fe     | 1 - 0     | Millonarios      |

### En Torneos Largos
| Número | Fecha                    | Torneo                                       | Hora  | Equipo local | Resultado | Equipo visitante |
| ------ | ------------------------ | -------------------------------------------- | ----- | ------------ | --------- | ---------------- |
| 1      | 19 de septiembre de 1948 | Campeonato 1948                              |       | Santa Fe     | 5 - 3     | Millonarios      |
| 2      | 30 de noviembre de 1948  | Campeonato 1948                              |       | Millonarios  | 1 - 2     | Santa Fe         |
| 3      | 10 de julio de 1949      | Campeonato 1949                              |       | Millonarios  | 2 - 2     | Santa Fe         |
| 4      | 16 de octubre de 1949    | Campeonato 1949                              |       | Santa Fe     | 3 - 6     | Millonarios      |
| 5      | 23 de abril de 1950      | Campeonato 1950                              |       | Santa Fe     | 1 - 3     | Millonarios      |
| 6      | 13 de agosto de 1950     | Campeonato 1950                              |       | Millonarios  | 0 - 0     | Santa Fe         |
| 7      | 10 de junio de 1951      | Campeonato 1951                              |       | Millonarios  | 5 - 1     | Santa Fe         |
| 8      | 21 de octubre de 1951    | Campeonato 1951                              |       | Santa Fe     | 2 - 2     | Millonarios      |
| 9      | 29 de junio de 1952      | Campeonato 1952                              |       | Millonarios  | 6 - 0     | Santa Fe         |
| 10     | 10 de noviembre de 1952  | Campeonato 1952                              |       | Santa Fe     | 1 - 1     | Millonarios      |
| 11     | 17 de mayo de 1953       | Campeonato 1953                              |       | Millonarios  | 1 - 1     | Santa Fe         |
| 12     | 30 de agosto de 1953     | Campeonato 1953                              |       | Santa Fe     | 1 - 1     | Millonarios      |
| 13     | 18 de abril de 1954      | Campeonato 1954                              |       | Santa Fe     | 0 - 1     | Millonarios      |
| 14     | 29 de agosto de 1954     | Campeonato 1954                              |       | Millonarios  | 6 - 0     | Santa Fe         |
| 15     | 5 de junio de 1955       | Campeonato 1955                              |       | Millonarios  | 2 - 2     | Santa Fe         |
| 16     | 21 de agosto de 1955     | Campeonato 1955                              |       | Santa Fe     | 2 - 2     | Millonarios      |
| 17     | 23 de octubre de 1955    | Campeonato 1955                              |       | Millonarios  | 2 - 0     | Santa Fe         |
| 18     | 1956                     | Campeonato 1956                              |       | Millonarios  | 3 - 1     | Santa Fe         |
| 19     | 1956                     | Campeonato 1956                              |       | Santa Fe     | 0 - 1     | Millonarios      |
| 20     | 2 de junio de 1957       | Campeonato 1957                              |       | Santa Fe     | 2 - 3     | Millonarios      |
| 21     | 1 de septiembre de 1957  | Campeonato 1957                              |       | Millonarios  | 1 - 1     | Santa Fe         |
| 22     | 27 de octubre de 1957    | Campeonato 1957 (Grupos Hexagonales)         |       | Millonarios  | 1 - 1     | Santa Fe         |
| 23     | 24 de noviembre de 1957  | Campeonato 1957 (Grupos Hexagonales)         |       | Santa Fe     | 4 - 0     | Millonarios      |
| 24     | 1 de junio de 1958       | Campeonato 1958                              |       | Millonarios  | 0 - 3     | Santa Fe         |
| 25     | 27 de julio de 1958      | Campeonato 1958                              |       | Santa Fe     | 1 - 1     | Millonarios      |
| 26     | 21 de septiembre de 1958 | Campeonato 1958                              |       | Millonarios  | 2 - 0     | Santa Fe         |
| 27     | 23 de noviembre de 1958  | Campeonato 1958                              |       | Santa Fe     | 0 - 1     | Millonarios      |
| 28     | 12 de abril de 1959      | Campeonato 1959                              |       | Santa Fe     | 1 - 0     | Millonarios      |
| 29     | 21 de junio de 1959      | Campeonato 1959                              |       | Millonarios  | 2 - 0     | Santa Fe         |
| 30     | 6 de septiembre de 1959  | Campeonato 1959                              |       | Santa Fe     | 2 - 2     | Millonarios      |
| 31     | 15 de noviembre de 1959  | Campeonato 1959                              |       | Millonarios  | 1 - 0     | Santa Fe         |
| 32     | 10 de abril de 1960      | Campeonato 1960                              |       | Santa Fe     | 1 - 1     | Millonarios      |
| 33     | 19 de junio de 1960      | Campeonato 1960                              |       | Millonarios  | 2 - 2     | Santa Fe         |
| 34     | 21 de agosto de 1960     | Campeonato 1960                              |       | Santa Fe     | 3 - 2     | Millonarios      |
| 35     | 30 de octubre de 1960    | Campeonato 1960                              |       | Millonarios  | 2 - 2     | Santa Fe         |
| 36     | 9 de junio de 1961       | Campeonato 1961                              |       | Millonarios  | 2 - 2     | Santa Fe         |
| 37     | 20 de julio de 1961      | Campeonato 1961                              |       | Santa Fe     | 1 - 2     | Millonarios      |
| 38     | 1 de octubre de 1961     | Campeonato 1961                              |       | Millonarios  | 4 - 2     | Santa Fe         |
| 39     | 10 de diciembre de 1961  | Campeonato 1961                              |       | Santa Fe     | 3 - 2     | Millonarios      |
| 40     | 8 de abril de 1962       | Campeonato 1962                              |       | Millonarios  | 1 - 2     | Santa Fe         |
| 41     | 1 de julio de 1962       | Campeonato 1962                              |       | Santa Fe     | 0 - 4     | Millonarios      |
| 42     | 16 de septiembre de 1962 | Campeonato 1962                              |       | Millonarios  | 1 - 1     | Santa Fe         |
| 43     | 2 de diciembre de 1962   | Campeonato 1962                              |       | Santa Fe     | 2 - 2     | Millonarios      |
| 44     | 17 de febrero de 1963    | Campeonato 1963                              |       | Millonarios  | 2 - 2     | Santa Fe         |
| 45     | 12 de mayo de 1963       | Campeonato 1963                              |       | Santa Fe     | 1 - 2     | Millonarios      |
| 46     | 28 de julio de 1963      | Campeonato 1963                              |       | Millonarios  | 3 - 2     | Santa Fe         |
| 47     | 13 de octubre de 1963    | Campeonato 1963                              |       | Santa Fe     | 3 - 2     | Millonarios      |
| 48     | 29 de marzo de 1964      | Campeonato 1964                              |       | Millonarios  | 2 - 1     | Santa Fe         |
| 49     | 7 de junio de 1964       | Campeonato 1964                              |       | Santa Fe     | 2 - 0     | Millonarios      |
| 50     | 30 de agosto de 1964     | Campeonato 1964                              |       | Millonarios  | 3 - 1     | Santa Fe         |
| 51     | 23 de noviembre de 1964  | Campeonato 1964                              |       | Santa Fe     | 3 - 2     | Millonarios      |
| 52     | 7 de febrero de 1965     | Campeonato 1965                              |       | Millonarios  | 2 - 2     | Santa Fe         |
| 53     | 2 de mayo de 1965        | Campeonato 1965                              |       | Santa Fe     | 1 - 1     | Millonarios      |
| 54     | 18 de julio de 1965      | Campeonato 1965                              |       | Millonarios  | 2 - 1     | Santa Fe         |
| 55     | 17 de octubre de 1965    | Campeonato 1965                              |       | Santa Fe     | 1 - 0     | Millonarios      |
| 56     | 17 de abril de 1966      | Campeonato 1966                              |       | Santa Fe     | 2 - 2     | Millonarios      |
| 57     | 3 de julio de 1966       | Campeonato 1966                              |       | Millonarios  | 1 - 3     | Santa Fe         |
| 58     | 25 de septiembre de 1966 | Campeonato 1966                              |       | Santa Fe     | 1 - 2     | Millonarios      |
| 59     | 8 de diciembre de 1966   | Campeonato 1966                              |       | Millonarios  | 0 - 1     | Santa Fe         |
| 60     | 19 de marzo de 1967      | Campeonato 1967                              |       | Santa Fe     | 1 - 1     | Millonarios      |
| 61     | 2 de junio de 1967       | Campeonato 1967                              |       | Millonarios  | 3 - 4     | Santa Fe         |
| 62     | 13 de agosto de 1967     | Campeonato 1967                              |       | Santa Fe     | 3 - 6     | Millonarios      |
| 63     | 1 de noviembre de 1967   | Campeonato 1967                              |       | Millonarios  | 4 - 2     | Santa Fe         |
| 64     | 21 de abril de 1968      | Campeonato 1968                              |       | Santa Fe     | 1 - 1     | Millonarios      |
| 65     | 30 de junio de 1968      | Campeonato 1968                              |       | Millonarios  | 5 - 1     | Santa Fe         |
| 66     | 15 de agosto de 1968     | Campeonato 1968                              |       | Santa Fe     | 1 - 2     | Millonarios      |
| 67     | 1 de noviembre de 1968   | Campeonato 1968                              |       | Millonarios  | 3 - 0     | Santa Fe         |
| 68     | 30 de marzo de 1969      | Campeonato 1969                              |       | Millonarios  | 1 - 0     | Santa Fe         |
| 69     | 8 de junio de 1969       | Campeonato 1969                              |       | Santa Fe     | 4 - 6     | Millonarios      |
| 70     | 7 de septiembre de 1969  | Campeonato 1969                              |       | Santa Fe     | 1 - 2     | Millonarios      |
| 71     | 7 de diciembre de 1969   | Campeonato 1969                              |       | Millonarios  | 0 - 1     | Santa Fe         |
| 72     | 15 de marzo de 1970      | Campeonato 1970                              |       | Santa Fe     | 1 - 1     | Millonarios      |
| 73     | 31 de mayo de 1970       | Campeonato 1970                              |       | Millonarios  | 0 - 1     | Santa Fe         |
| 74     | 20 de septiembre de 1970 | Campeonato 1970                              |       | Millonarios  | 1 - 1     | Santa Fe         |
| 75     | 6 de diciembre de 1970   | Campeonato 1970                              |       | Santa Fe     | 0 - 1     | Millonarios      |
| 76     | 28 de febrero de 1971    | Campeonato 1971                              |       | Santa Fe     | 0 - 1     | Millonarios      |
| 77     | 23 de mayo de 1971       | Campeonato 1971                              |       | Millonarios  | 0 - 2     | Santa Fe         |
| 78     | 1 de agosto de 1971      | Campeonato 1971                              |       | Millonarios  | 0 - 2     | Santa Fe         |
| 79     | 24 de octubre de 1971    | Campeonato 1971                              |       | Santa Fe     | 0 - 1     | Millonarios      |
| 80     | 19 de diciembre de 1971  | Campeonato 1971 (Cuadrangular Final)         |       | Santa Fe     | 0 - 0     | Millonarios      |
| 81     | 26 de diciembre de 1971  | Campeonato 1971 (Cuadrangular Final)         |       | Millonarios  | 0 - 1     | Santa Fe         |
| 82     | 13 de febrero de 1972    | Campeonato 1972                              |       | Santa Fe     | 1 - 0     | Millonarios      |
| 83     | 11 de mayo de 1972       | Campeonato 1972                              |       | Millonarios  | 1 - 2     | Santa Fe         |
| 84     | 10 de septiembre de 1972 | Campeonato 1972                              |       | Santa Fe     | 2 - 4     | Millonarios      |
| 85     | 26 de noviembre de 1972  | Campeonato 1972                              |       | Millonarios  | 2 - 0     | Santa Fe         |
| 86     | 18 de febrero de 1973    | Campeonato 1973                              |       | Santa Fe     | 1 - 3     | Millonarios      |
| 87     | 13 de mayo de 1973       | Campeonato 1973                              |       | Millonarios  | 1 - 0     | Santa Fe         |
| 88     | 12 de agosto de 1973     | Campeonato 1973                              |       | Santa Fe     | 0 - 2     | Millonarios      |
| 89     | 21 de octubre de 1973    | Campeonato 1973                              |       | Millonarios  | 1 - 0     | Santa Fe         |
| 90     | 17 de febrero de 1974    | Campeonato 1974                              |       | Millonarios  | 0 - 1     | Santa Fe         |
| 91     | 16 de mayo de 1974       | Campeonato 1974                              |       | Santa Fe     | 1 - 2     | Millonarios      |
| 92     | 18 de agosto de 1974     | Campeonato 1974                              |       | Santa Fe     | 1 - 0     | Millonarios      |
| 93     | 10 de noviembre de 1974  | Campeonato 1974                              |       | Millonarios  | 0 - 1     | Santa Fe         |
| 94     | 9 de marzo de 1975       | Campeonato 1975                              |       | Millonarios  | 2 - 1     | Santa Fe         |
| 95     | 18 de mayo de 1975       | Campeonato 1975                              |       | Santa Fe     | 0 - 1     | Millonarios      |
| 96     | 25 de julio de 1975      | Campeonato 1975                              |       | Santa Fe     | 2 - 1     | Millonarios      |
| 97     | 5 de octubre de 1975     | Campeonato 1975                              |       | Millonarios  | 1 - 0     | Santa Fe         |
| 98     | 23 de noviembre de 1975  | Campeonato 1975 (Hexagonal Final)            |       | Santa Fe     | 3 - 2     | Millonarios      |
| 99     | 14 de diciembre de 1975  | Campeonato 1975 (Hexagonal Final)            |       | Millonarios  | 1 - 1     | Santa Fe         |
| 100    | 19 de mayo de 1976       | Campeonato 1976                              |       | Santa Fe     | 0 - 3     | Millonarios      |
| 101    | 4 de julio de 1976       | Campeonato 1976                              |       | Millonarios  | 2 - 0     | Santa Fe         |
| 102    | 29 de agosto de 1976     | Campeonato 1976                              |       | Millonarios  | 1 - 0     | Santa Fe         |
| 103    | 31 de octubre de 1976    | Campeonato 1976                              |       | Santa Fe     | 3 - 5     | Millonarios      |
| 104    | 24 de abril de 1977      | Campeonato 1977                              |       | Santa Fe     | 2 - 2     | Millonarios      |
| 105    | 26 de junio de 1977      | Campeonato 1977                              |       | Millonarios  | 2 - 1     | Santa Fe         |
| 106    | 7 de agosto de 1977      | Campeonato 1977                              |       | Santa Fe     | 2 - 1     | Millonarios      |
| 107    | 19 de octubre de 1977    | Campeonato 1977                              |       | Millonarios  | 2 - 2     | Santa Fe         |
| 108    | 27 de noviembre de 1977  | Campeonato 1977 (Hexagonal Final)            |       | Santa Fe     | 1 - 3     | Millonarios      |
| 109    | 18 de diciembre de 1977  | Campeonato 1977 (Hexagonal Final)            |       | Millonarios  | 2 - 1     | Santa Fe         |
| 110    | 26 de marzo de 1978      | Campeonato 1978                              |       | Millonarios  | 0 - 1     | Santa Fe         |
| 111    | 14 de mayo de 1978       | Campeonato 1978                              |       | Santa Fe     | 1 - 1     | Millonarios      |
| 112    | 30 de julio de 1978      | Campeonato 1978                              |       | Millonarios  | 1 - 4     | Santa Fe         |
| 113    | 12 de octubre de 1978    | Campeonato 1978                              |       | Santa Fe     | 2 - 2     | Millonarios      |
| 114    | 1 de noviembre de 1978   | Campeonato 1978 (Cuadrangulares Semifinales) |       | Millonarios  | 3 - 1     | Santa Fe         |
| 115    | 19 de noviembre de 1978  | Campeonato 1978 (Cuadrangulares Semifinales) |       | Santa Fe     | 2 - 1     | Millonarios      |
| 116    | 6 de diciembre de 1978   | Campeonato 1978 (Cuadrangular Final)         |       | Santa Fe     | 0 - 1     | Millonarios      |
| 117    | 20 de diciembre de 1978  | Campeonato 1978 (Cuadrangular Final)         |       | Millonarios  | 3 - 1     | Santa Fe         |
| 118    | 22 de abril de 1979      | Campeonato 1979                              |       | Millonarios  | 4 - 4     | Santa Fe         |
| 119    | 24 de junio de 1979      | Campeonato 1979                              |       | Santa Fe     | 2 - 1     | Millonarios      |
| 120    | 5 de agosto de 1979      | Campeonato 1979                              |       | Millonarios  | 0 - 0     | Santa Fe         |
| 121    | 16 de septiembre de 1979 | Campeonato 1979                              |       | Millonarios  | 0 - 1     | Santa Fe         |
| 122    | 17 de octubre de 1979    | Campeonato 1979                              |       | Santa Fe     | 1 - 3     | Millonarios      |
| 123    | 27 de abril de 1980      | Campeonato 1980                              |       | Santa Fe     | 1 - 0     | Millonarios      |
| 124    | 6 de julio de 1980       | Campeonato 1980                              |       | Millonarios  | 1 - 2     | Santa Fe         |
| 125    | 20 de agosto de 1980     | Campeonato 1980                              |       | Santa Fe     | 2 - 4     | Millonarios      |
| 126    | 14 de septiembre de 1980 | Campeonato 1980                              |       | Santa Fe     | 3 - 3     | Millonarios      |
| 127    | 19 de octubre de 1980    | Campeonato 1980                              |       | Millonarios  | 2 - 1     | Santa Fe         |
| 128    | 10 de mayo de 1981       | Campeonato 1981                              |       | Santa Fe     | 1 - 5     | Millonarios      |
| 129    | 22 de julio de 1981      | Campeonato 1981                              |       | Millonarios  | 1 - 0     | Santa Fe         |
| 130    | 23 de agosto de 1981     | Campeonato 1981                              |       | Millonarios  | 0 - 0     | Santa Fe         |
| 131    | 18 de septiembre de 1981 | Campeonato 1981                              |       | Santa Fe     | 1 - 1     | Millonarios      |
| 132    | 18 de octubre de 1981    | Campeonato 1981                              |       | Santa Fe     | 1 - 1     | Millonarios      |
| 133    | 28 de marzo de 1982      | Campeonato 1982                              |       | Santa Fe     | 3 - 0     | Millonarios      |
| 134    | 19 de mayo de 1982       | Campeonato 1982                              |       | Millonarios  | 0 - 1     | Santa Fe         |
| 135    | 1 de agosto de 1982      | Campeonato 1982                              |       | Santa Fe     | 2 - 3     | Millonarios      |
| 136    | 5 de septiembre de 1982  | Campeonato 1982                              |       | Santa Fe     | 1 - 0     | Millonarios      |
| 137    | 3 de octubre de 1982     | Campeonato 1982                              |       | Millonarios  | 1 - 1     | Santa Fe         |
| 138    | 20 de marzo de 1983      | Campeonato 1983                              |       | Santa Fe     | 0 - 3     | Millonarios      |
| 139    | 8 de mayo de 1983        | Campeonato 1983                              |       | Millonarios  | 4 - 3     | Santa Fe         |
| 140    | 15 de junio de 1983      | Campeonato 1983                              |       | Santa Fe     | 0 - 0     | Millonarios      |
| 141    | 7 de septiembre de 1983  | Campeonato 1983                              |       | Millonarios  | 1 - 0     | Santa Fe         |
| 142    | 16 de noviembre de 1983  | Campeonato 1983 (Octogonal Final)            |       | Santa Fe     | 2 - 0     | Millonarios      |
| 143    | 14 de diciembre de 1983  | Campeonato 1983 (Octogonal Final)            |       | Millonarios  | 4 - 0     | Santa Fe         |
| 144    | 4 de marzo de 1984       | Campeonato 1984                              |       | Santa Fe     | 0 - 5     | Millonarios      |
| 145    | 15 de abril de 1984      | Campeonato 1984                              |       | Millonarios  | 1 - 0     | Santa Fe         |
| 146    | 12 de agosto de 1984     | Campeonato 1984                              |       | Santa Fe     | 3 - 2     | Millonarios      |
| 147    | 21 de octubre de 1984    | Campeonato 1984                              |       | Millonarios  | 1 - 1     | Santa Fe         |
| 148    | 7 de abril de 1985       | Campeonato 1985                              |       | Millonarios  | 2 - 1     | Santa Fe         |
| 149    | 19 de mayo de 1985       | Campeonato 1985                              |       | Santa Fe     | 0 - 0     | Millonarios      |
| 150    | 18 de agosto de 1985     | Campeonato 1985                              |       | Santa Fe     | 1 - 2     | Millonarios      |
| 151    | 18 de octubre de 1985    | Campeonato 1985                              |       | Millonarios  | 4 - 0     | Santa Fe         |
| 152    | 2 de marzo de 1986       | Campeonato 1986                              |       | Millonarios  | 0 - 0     | Santa Fe         |
| 153    | 14 de abril de 1986      | Campeonato 1986                              |       | Santa Fe     | 1 - 1     | Millonarios      |
| 154    | 10 de agosto de 1986     | Campeonato 1986                              |       | Santa Fe     | 0 - 2     | Millonarios      |
| 155    | 8 de octubre de 1986     | Campeonato 1986                              |       | Millonarios  | 0 - 0     | Santa Fe         |
| 156    | 8 de marzo de 1987       | Campeonato 1987                              |       | Millonarios  | 2 - 1     | Santa Fe         |
| 157    | 26 de abril de 1987      | Campeonato 1987                              |       | Santa Fe     | 2 - 2     | Millonarios      |
| 158    | 16 de agosto de 1987     | Campeonato 1987                              |       | Santa Fe     | 1 - 2     | Millonarios      |
| 159    | 15 de octubre de 1987    | Campeonato 1987                              |       | Millonarios  | 2 - 1     | Santa Fe         |
| 160    | 18 de noviembre de 1987  | Campeonato 1987 (Octogonal Final)            |       | Millonarios  | 0 - 0     | Santa Fe         |
| 161    | 16 de diciembre de 1987  | Campeonato 1987 (Octogonal Final)            |       | Santa Fe     | 0 - 1     | Millonarios      |
| 162    | 17 de marzo de 1988      | Campeonato 1988                              |       | Santa Fe     | 0 - 1     | Millonarios      |
| 163    | 10 de abril de 1988      | Campeonato 1988                              |       | Millonarios  | 1 - 0     | Santa Fe         |
| 164    | 19 de junio de 1988      | Campeonato 1988                              |       | Millonarios  | 2 - 3     | Santa Fe         |
| 165    | 9 de octubre de 1988     | Campeonato 1988                              |       | Santa Fe     | 1 - 1     | Millonarios      |
| 166    | 9 de noviembre de 1988   | Campeonato 1988 (Octogonal Final)            |       | Santa Fe     | 0 - 2     | Millonarios      |
| 167    | 8 de diciembre de 1988   | Campeonato 1988 (Octogonal Final)            |       | Millonarios  | 2 - 1     | Santa Fe         |
| 168    | 23 de abril de 1989      | Campeonato 1989                              |       | Santa Fe     | 1 - 1     | Millonarios      |
| 169    | 11 de junio de 1989      | Campeonato 1989                              |       | Millonarios  | 0 - 0     | Santa Fe         |
| 170    | 13 de junio de 1989      | Campeonato 1989                              |       | Santa Fe     | 0 - 3     | Millonarios      |
| 171    | 30 de agosto de 1989     | Campeonato 1989                              |       | Millonarios  | 1 - 0     | Santa Fe         |
| 172    | 1 de abril de 1990       | Campeonato 1990                              |       | Millonarios  | 0 - 0     | Santa Fe         |
| 173    | 22 de abril de 1990      | Campeonato 1990                              |       | Santa Fe     | 2 - 3     | Millonarios      |
| 174    | 29 de julio de 1990      | Campeonato 1990                              |       | Santa Fe     | 1 - 1     | Millonarios      |
| 175    | 16 de septiembre de 1990 | Campeonato 1990                              |       | Millonarios  | 2 - 2     | Santa Fe         |
| 176    | 24 de marzo de 1991      | Campeonato 1991                              |       | Santa Fe     | 2 - 3     | Millonarios      |
| 177    | 28 de abril de 1991      | Campeonato 1991                              |       | Millonarios  | 0 - 1     | Santa Fe         |
| 178    | 11 de septiembre de 1991 | Campeonato 1991                              |       | Millonarios  | 0 - 0     | Santa Fe         |
| 179    | 30 de octubre de 1991    | Campeonato 1991                              |       | Santa Fe     | 3 - 1     | Millonarios      |
| 180    | 23 de febrero de 1992    | Campeonato 1992                              |       | Millonarios  | 3 - 7     | Santa Fe         |
| 181    | 26 de abril de 1992      | Campeonato 1992                              |       | Santa Fe     | 1 - 2     | Millonarios      |
| 182    | 9 de septiembre de 1992  | Campeonato 1992                              |       | Santa Fe     | 0 - 0     | Millonarios      |
| 183    | 1 de noviembre de 1992   | Campeonato 1992                              |       | Millonarios  | 0 - 0     | Santa Fe         |
| 184    | 21 de febrero de 1993    | Campeonato 1993                              |       | Millonarios  | 2 - 1     | Santa Fe         |
| 185    | 11 de abril de 1993      | Campeonato 1993                              |       | Santa Fe     | 1 - 2     | Millonarios      |
| 186    | 28 de julio de 1993      | Campeonato 1993                              |       | Millonarios  | 1 - 1     | Santa Fe         |
| 187    | 29 de septiembre de 1993 | Campeonato 1993                              |       | Santa Fe     | 3 - 0     | Millonarios      |
| 188    | 17 de marzo de 1994      | Campeonato 1994                              |       | Millonarios  | 2 - 2     | Santa Fe         |
| 189    | 6 de abril de 1994       | Campeonato 1994                              |       | Santa Fe     | 0 - 3     | Millonarios      |
| 190    | 11 de junio de 1994      | Campeonato 1994                              |       | Santa Fe     | 3 - 1     | Millonarios      |
| 191    | 7 de septiembre de 1994  | Campeonato 1994                              |       | Millonarios  | 0 - 1     | Santa Fe         |
| 192    | 12 de abril de 1995      | Campeonato 1995                              |       | Santa Fe     | 1 - 1     | Millonarios      |
| 193    | 24 de mayo de 1995       | Campeonato 1995                              |       | Millonarios  | 1 - 1     | Santa Fe         |
| 194    | 7 de octubre de 1995     | Campeonato 1995-96                           |       | Millonarios  | 2 - 1     | Santa Fe         |
| 195    | 2 de diciembre de 1995   | Campeonato 1995-96                           |       | Santa Fe     | 1 - 1     | Millonarios      |
| 196    | 18 de febrero de 1996    | Campeonato 1995-96                           |       | Santa Fe     | 1 - 2     | Millonarios      |
| 197    | 14 de abril de 1996      | Campeonato 1995-96                           |       | Millonarios  | 2 - 4     | Santa Fe         |
| 198    | 8 de septiembre de 1996  | Campeonato 1996-97                           |       | Millonarios  | 0 - 1     | Santa Fe         |
| 199    | 25 de septiembre de 1996 | Campeonato 1996-97                           |       | Santa Fe     | 1 - 1     | Millonarios      |
| 200    | 8 de diciembre de 1996   | Campeonato 1996-97                           |       | Santa Fe     | 1 - 0     | Millonarios      |
| 201    | 22 de diciembre de 1996  | Campeonato 1996-97                           |       | Millonarios  | 2 - 1     | Santa Fe         |
| 202    | 16 de marzo de 1997      | Campeonato 1996-97                           |       | Santa Fe     | 2 - 2     | Millonarios      |
| 203    | 13 de abril de 1997      | Campeonato 1996-97                           |       | Millonarios  | 1 - 2     | Santa Fe         |
| 204    | 9 de julio de 1997       | Campeonato 1996-97                           |       | Santa Fe     | 1 - 1     | Millonarios      |
| 205    | 31 de agosto de 1997     | Campeonato 1996-97                           |       | Millonarios  | 0 - 2     | Santa Fe         |
| 206    | 1 de febrero de 1998     | Campeonato 1998                              |       | Millonarios  | 1 - 2     | Santa Fe         |
| 207    | 6 de mayo de 1998        | Campeonato 1998                              |       | Santa Fe     | 2 - 2     | Millonarios      |
| 208    | 28 de mayo de 1998       | Campeonato 1998                              |       | Santa Fe     | 2 - 0     | Millonarios      |
| 209    | 19 de julio de 1998      | Campeonato 1998                              |       | Millonarios  | 0 - 0     | Santa Fe         |
| 210    | 25 de octubre de 1998    | Campeonato 1998                              |       | Millonarios  | 2 - 1     | Santa Fe         |
| 211    | 18 de noviembre de 1998  | Campeonato 1998                              |       | Santa Fe     | 0 - 0     | Millonarios      |
| 212    | 7 de febrero de 1999     | Campeonato 1999                              |       | Millonarios  | 1 - 1     | Santa Fe         |
| 213    | 7 de marzo de 1999       | Campeonato 1999                              |       | Santa Fe     | 2 - 0     | Millonarios      |
| 214    | 21 de marzo de 1999      | Campeonato 1999                              |       | Millonarios  | 1 - 1     | Santa Fe         |
| 215    | 20 de junio de 1999      | Campeonato 1999                              |       | Santa Fe     | 0 - 1     | Millonarios      |
| 216    | 5 de septiembre de 1999  | Campeonato 1999                              |       | Santa Fe     | 0 - 0     | Millonarios      |
| 217    | 14 de noviembre de 1999  | Campeonato 1999                              |       | Millonarios  | 3 - 0     | Santa Fe         |
| 218    | 8 de junio de 2000       | Campeonato 2000                              |       | Santa Fe     | 0 - 0     | Millonarios      |
| 219    | 22 de octubre de 2000    | Campeonato 2000                              |       | Millonarios  | 1 - 1     | Santa Fe         |
| 220    | 25 de marzo de 2001      | Campeonato 2001                              |       | Millonarios  | 1 - 1     | Santa Fe         |
| 221    | 8 de abril de 2001       | Campeonato 2001                              |       | Santa Fe     | 1 - 1     | Millonarios      |
| 222    | 9 de septiembre de 2001  | Campeonato 2001                              |       | Millonarios  | 3 - 1     | Santa Fe         |
| 223    | 16 de septiembre de 2001 | Campeonato 2001                              | 16:00 | Santa Fe     | 2 - 2     | Millonarios      |
| 224    | 18 de noviembre de 2001  | Campeonato 2001                              | 15:30 | Millonarios  | 0 - 0     | Santa Fe         |
| 225    | 12 de diciembre de 2001  | Campeonato 2001                              | 17:30 | Santa Fe     | 1 - 1     | Millonarios      |

### En Torneos Cortos
| Número | Fecha                    | Torneo                                           | Hora  | Equipo local | Resultado | Equipo visitante |
| ------ | ------------------------ | ------------------------------------------------ | ----- | ------------ | --------- | ---------------- |
| 226    | 17 de febrero de 2002    | Torneo Apertura                                  | 15:30 | Santa Fe     | 0 - 0     | Millonarios      |
| 227    | 3 de abril de 2002       | Torneo Apertura                                  | 20:30 | Millonarios  | 0 - 1     | Santa Fe         |
| 228    | 28 de julio de 2002      | Torneo Finalización                              | 15:30 | Millonarios  | 0 - 2     | Santa Fe         |
| 229    | 22 de septiembre de 2002 | Torneo Finalización                              | 15:30 | Santa Fe     | 3 - 2     | Millonarios      |
| 230    | 9 de febrero de 2003     | Torneo Apertura                                  | 15:30 | Millonarios  | 2 - 2     | Santa Fe         |
| 231    | 22 de marzo de 2003      | Torneo Apertura                                  | 18:30 | Santa Fe     | 0 - 2     | Millonarios      |
| 232    | 24 de julio de 2003      | Torneo Finalización                              | 20:30 | Santa Fe     | 1 - 1     | Millonarios      |
| 233    | 14 de septiembre de 2003 | Torneo Finalización                              | 17:00 | Millonarios  | 2 - 1     | Santa Fe         |
| 234    | 29 de febrero de 2004    | Torneo Apertura                                  | 17:00 | Millonarios  | 1 - 1     | Santa Fe         |
| 235    | 21 de marzo de 2004      | Torneo Apertura                                  | 15:30 | Santa Fe     | 1 - 1     | Millonarios      |
| 236    | 22 de agosto de 2004     | Torneo Finalización                              | 17:00 | Santa Fe     | 4 - 1     | Millonarios      |
| 237    | 15 de septiembre de 2004 | Torneo Finalización                              | 20:30 | Millonarios  | 1 - 1     | Santa Fe         |
| 238    | 19 de marzo de 2005      | Torneo Apertura                                  | 18:30 | Millonarios  | 0 - 3     | Santa Fe         |
| 239    | 17 de abril de 2005      | Torneo Apertura                                  | 15:30 | Santa Fe     | 0 - 1     | Millonarios      |
| 240    | 28 de agosto de 2005     | Torneo Finalización                              | 18:30 | Santa Fe     | 1 - 0     | Millonarios      |
| 241    | 1 de octubre de 2005     | Torneo Finalización                              | 18:30 | Millonarios  | 1 - 3     | Santa Fe         |
| 242    | 25 de marzo de 2006      | Torneo Apertura                                  | 18:30 | Millonarios  | 3 - 3     | Santa Fe         |
| 243    | 2 de abril de 2006       | Torneo Apertura                                  | 17:00 | Santa Fe     | 1 - 3     | Millonarios      |
| 244    | 10 de septiembre de 2006 | Torneo Finalización                              | 15:30 | Santa Fe     | 3 - 2     | Millonarios      |
| 245    | 17 de septiembre de 2006 | Torneo Finalización                              | 18:30 | Millonarios  | 2 - 2     | Santa Fe         |
| 246    | 1 de abril de 2007       | Torneo Apertura                                  | 17:00 | Millonarios  | 4 - 2     | Santa Fe         |
| 247    | 6 de mayo de 2007        | Torneo Apertura                                  | 17:00 | Santa Fe     | 1 - 2     | Millonarios      |
| 248    | 16 de septiembre de 2007 | Torneo Finalización                              | 17:00 | Santa Fe     | 0 - 1     | Millonarios      |
| 249    | 8 de noviembre de 2007   | Torneo Finalización                              | 20:30 | Millonarios  | 2 - 2     | Santa Fe         |
| 250    | 22 de marzo de 2008      | Torneo Apertura                                  | 20:30 | Santa Fe     | 1 - 1     | Millonarios      |
| 251    | 26 de abril de 2008      | Torneo Apertura                                  | 18:30 | Millonarios  | 0 - 2     | Santa Fe         |
| 252    | 20 de septiembre de 2008 | Torneo Finalización                              | 18:30 | Millonarios  | 0 - 1     | Santa Fe         |
| 253    | 26 de octubre de 2008    | Torneo Finalización                              | 18:30 | Santa Fe     | 1 - 1     | Millonarios      |
| 254    | 22 de marzo de 2009      | Torneo Apertura                                  | 18:30 | Millonarios  | 1 - 1     | Santa Fe         |
| 255    | 25 de abril de 2009      | Torneo Apertura                                  | 18:30 | Santa Fe     | 1 - 1     | Millonarios      |
| 256    | 12 de septiembre de 2009 | Torneo Finalización                              | 18:30 | Santa Fe     | 4 - 2     | Millonarios      |
| 257    | 17 de octubre de 2009    | Torneo Finalización                              | 18:30 | Millonarios  | 1 - 1     | Santa Fe         |
| 258    | 20 de marzo de 2010      | Torneo Apertura                                  | 18:30 | Santa Fe     | 2 - 1     | Millonarios      |
| 259    | 28 de marzo de 2010      | Torneo Apertura                                  | 17:00 | Millonarios  | 2 - 1     | Santa Fe         |
| 260    | 11 de septiembre de 2010 | Torneo Finalización                              | 18:30 | Millonarios  | 0 - 0     | Santa Fe         |
| 261    | 19 de septiembre de 2010 | Torneo Finalización                              | 17:00 | Santa Fe     | 2 - 0     | Millonarios      |
| 262    | 3 de abril de 2011       | Torneo Apertura                                  | 15:00 | Santa Fe     | 0 - 2     | Millonarios      |
| 263    | 15 de mayo de 2011       | Torneo Apertura                                  | 15:00 | Millonarios  | 1 - 1     | Santa Fe         |
| 264    | 28 de septiembre de 2011 | Torneo Finalización                              | 20:00 | Millonarios  | 2 - 0     | Santa Fe         |
| 265    | 23 de noviembre de 2011  | Torneo Finalización                              | 20:00 | Santa Fe     | 1 - 0     | Millonarios      |
| 266    | 29 de enero de 2012      | Torneo Apertura                                  | 17:00 | Santa Fe     | 1 - 1     | Millonarios      |
| 267    | 24 de marzo de 2012      | Torneo Apertura                                  | 18:30 | Millonarios  | 3 - 4     | Santa Fe         |
| 268    | 29 de julio de 2012      | Torneo Finalización                              | 20:00 | Millonarios  | 2 - 0     | Santa Fe         |
| 269    | 22 de septiembre de 2012 | Torneo Finalización                              | 17:30 | Santa Fe     | 1 - 2     | Millonarios      |
| 270    | 6 de abril de 2013       | Torneo Apertura                                  | 17:30 | Santa Fe     | 1 - 3     | Millonarios      |
| 271    | 13 de abril de 2013      | Torneo Apertura                                  | 17:30 | Millonarios  | 0 - 1     | Santa Fe         |
| 272    | 19 de junio de 2013      | Torneo Apertura (Cuadrangulares semifinales)     | 19:00 | Santa Fe     | 1 - 0     | Millonarios      |
| 273    | 29 de junio de 2013      | Torneo Apertura (Cuadrangulares semifinales)     | 17:30 | Millonarios  | 2 - 1     | Santa Fe         |
| 274    | 15 de septiembre de 2013 | Torneo Finalización                              | 17:00 | Millonarios  | 0 - 0     | Santa Fe         |
| 275    | 21 de septiembre de 2013 | Torneo Finalización                              | 17:00 | Santa Fe     | 0 - 0     | Millonarios      |
| 276    | 22 de febrero de 2014    | Torneo Apertura                                  | 17:00 | Santa Fe     | 0 - 1     | Millonarios      |
| 277    | 2 de marzo de 2014       | Torneo Apertura                                  | 19:30 | Millonarios  | 2 - 1     | Santa Fe         |
| 278    | 31 de agosto de 2014     | Torneo Finalización                              | 19:30 | Millonarios  | 0 - 1     | Santa Fe         |
| 279    | 13 de septiembre de 2014 | Torneo Finalización                              | 17:30 | Santa Fe     | 4 - 1     | Millonarios      |
| 280    | 14 de marzo de 2015      | Torneo Apertura                                  | 18:00 | Millonarios  | 0 - 0     | Santa Fe         |
| 281    | 17 de mayo de 2015       | Torneo Apertura                                  | 17:00 | Santa Fe     | 1 - 3     | Millonarios      |
| 282    | 6 de septiembre de 2015  | Torneo Finalización                              | 17:00 | Santa Fe     | 1 - 1     | Millonarios      |
| 283    | 22 de noviembre de 2015  | Torneo Finalización                              | 17:00 | Millonarios  | 1 - 0     | Santa Fe         |
| 284    | 7 de febrero de 2016     | Torneo Apertura                                  | 19:30 | Santa Fe     | 0 - 0     | Millonarios      |
| 285    | 20 de marzo de 2016      | Torneo Apertura                                  | 17:00 | Millonarios  | 2 - 0     | Santa Fe         |
| 286    | 9 de julio de 2016       | Torneo Finalización                              | 17:00 | Millonarios  | 1 - 0     | Santa Fe         |
| 287    | 28 de agosto de 2016     | Torneo Finalización                              | 19:30 | Santa Fe     | 1 - 2     | Millonarios      |
| 288    | 19 de marzo de 2017      | Torneo Apertura                                  | 19:30 | Millonarios  | 3 - 0     | Santa Fe         |
| 289    | 25 de marzo de 2017      | Torneo Apertura                                  | 18:00 | Santa Fe     | 2 - 1     | Millonarios      |
| 290    | 16 de julio de 2017      | Torneo Finalización                              | 17:15 | Millonarios  | 0 - 1     | Santa Fe         |
| 291    | 27 de agosto de 2017     | Torneo Finalización                              | 17:15 | Santa Fe     | 1 - 0     | Millonarios      |
| 292    | 13 de diciembre de 2017  | Torneo Finalización (Final Ida)                  | 19:30 | Millonarios  | 1 - 0     | Santa Fe         |
| 293    | 17 de diciembre de 2017  | Torneo Finalización (Final Vuelta)               | 19:00 | Santa Fe     | 2 - 2     | Millonarios      |
| 294    | 6 de mayo de 2018        | Torneo Apertura                                  | 18:00 | Santa Fe     | 1 - 0     | Millonarios      |
| 295    | 11 de noviembre de 2018  | Torneo Finalización                              | 17:30 | Millonarios  | 0 - 3     | Santa Fe         |
| 296    | 28 de marzo de 2019      | Torneo Apertura                                  | 20:00 | Millonarios  | 1 - 1     | Santa Fe         |
| 297    | 1 de mayo de 2019        | Torneo Apertura                                  | 18:00 | Santa Fe     | 0 - 0     | Millonarios      |
| 298    | 7 de septiembre de 2019  | Torneo Finalización                              | 19:00 | Santa Fe     | 1 - 0     | Millonarios      |
| 299    | 23 de octubre de 2019    | Torneo Finalización                              | 20:15 | Millonarios  | 2 - 4     | Santa Fe         |
| 300    | 3 de marzo de 2020       | Campeonato 2020                                  | 19:40 | Millonarios  | 0 - 0     | Santa Fe         |
| 301    | 27 de septiembre de 2020 | Campeonato 2020                                  | 20:10 | Santa Fe     | 1 - 1     | Millonarios      |
| 302    | 11 de abril de 2021      | Torneo Apertura                                  | 20:00 | Santa Fe     | 1 - 2     | Millonarios      |
| 303    | 7 de agosto de 2021      | Torneo Finalización                              | 20:00 | Millonarios  | 0 - 1     | Santa Fe         |
| 304    | 17 de octubre de 2021    | Torneo Finalización                              | 18:05 | Santa Fe     | 0 - 2     | Millonarios      |
| 305    | 6 de marzo de 2022       | Torneo Apertura                                  | 18:10 | Santa Fe     | 0 - 3     | Millonarios      |
| 306    | 24 de abril de 2022      | Torneo Apertura                                  | 18:10 | Millonarios  | 2 - 1     | Santa Fe         |
| 307    | 3 de septiembre de 2022  | Torneo Finalización                              | 20:15 | Millonarios  | 2 - 0     | Santa Fe         |
| 308    | 5 de octubre de 2022     | Torneo Finalización                              | 19:30 | Santa Fe     | 3 - 2     | Millonarios      |
| 309    | 6 de noviembre de 2022   | Torneo Finalización (Cuadrangulares semifinales) | 16:00 | Millonarios  | 1 - 1     | Santa Fe         |
| 310    | 30 de noviembre de 2022  | Torneo Finalización (Cuadrangulares semifinales) | 20:35 | Santa Fe     | 1 - 1     | Millonarios      |
| 311    | 26 de marzo de 2023      | Torneo Apertura                                  | 19:45 | Santa Fe     | 1 - 2     | Millonarios      |
| 312    | 7 de mayo de 2023        | Torneo Apertura                                  | 18:20 | Millonarios  | 1 - 0     | Santa Fe         |
| 313    | 10 de septiembre de 2023 | Torneo Finalización                              | 20:20 | Millonarios  | 2 - 4     | Santa Fe         |
| 314    | 21 de octubre de 2023    | Torneo Finalización                              | 16:00 | Santa Fe     | 2 - 3     | Millonarios      |
| 315    | 27 de marzo de 2024      | Torneo Apertura                                  | 20:20 | Millonarios  | 3 - 1     | Santa Fe         |
| 316    | 26 de octubre de 2024    | Torneo Finalización                              | 19:30 | Santa Fe     | 0 - 1     | Millonarios      |
| 317    | 26 de noviembre de 2024  | Torneo Finalización (Cuadrangulares semifinales) | 20:00 | Santa Fe     | 0 - 1     | Millonarios      |
| 318    | 5 de diciembre de 2024   | Torneo Finalización (Cuadrangulares semifinales) | 20:30 | Millonarios  | 1 - 1     | Santa Fe         |
| 319    | 22 de marzo de 2025      | Torneo Apertura                                  | 20:30 | Santa Fe     | 3 - 2     | Millonarios      |
| 320    | 26 de marzo de 2025      | Torneo Apertura                                  | 20:30 | Millonarios  | 2 - 0     | Santa Fe         |
| 321    | 1 de junio de 2025       | Torneo Apertura (Cuadrangulares semifinales)     | 16:05 | Santa Fe     | 0 - 1     | Millonarios      |
| 322    | 19 de junio de 2025      | Torneo Apertura (Cuadrangulares semifinales)     | 20:15 | Millonarios  | 1 - 2     | Santa Fe         |
| 323    | 6 de septiembre de 2025  | Torneo Finalización                              | 20:30 | Millonarios  | -         | Santa Fe         |
| 324    | 25 de octubre de 2025    | Torneo Finalización                              | 18:20 | Santa Fe     | -         | Millonarios      |

### En Liga Femenina
| Número | Fecha                   | Torneo                                          | Hora  | Equipo local | Resultado      | Equipo visitante |
| ------ | ----------------------- | ----------------------------------------------- | ----- | ------------ | -------------- | ---------------- |
| 1      | 17 de julio de 2019     | Liga Femenina 2019                              | 19:30 | Santa Fe     | 1 - 1          | Millonarios      |
| 2      | 3 de agosto de 2019     | Liga Femenina 2019                              | 17:00 | Millonarios  | 0 - 1          | Santa Fe         |
| 3      | 24 de agosto de 2019    | Liga Femenina 2019                              | 17:00 | Millonarios  | 1 - 1          | Santa Fe         |
| 4      | 1 de septiembre de 2019 | Liga Femenina 2019                              | 14:00 | Santa Fe     | 1 - 1 (1-3 p.) | Millonarios      |
| 5      | 21 de octubre de 2020   | Liga Femenina 2020                              | 15:00 | Santa Fe     | 3 - 2          | Millonarios      |
| 6      | 5 de noviembre de 2020  | Liga Femenina 2020                              | 15:00 | Millonarios  | 0 - 3          | Santa Fe         |
| 7      | 22 de julio de 2021     | Liga Femenina 2021                              | 19:40 | Millonarios  | 0 - 0          | Santa Fe         |
| 8      | 16 de agosto de 2021    | Liga Femenina 2021                              | 11:00 | Santa Fe     | 3 - 0          | Millonarios      |
| 9      | 17 de abril de 2022     | Liga Femenina 2022                              | 11:00 | Millonarios  | 0 - 2          | Santa Fe         |
| 10     | 4 de mayo de 2023       | Liga Femenina 2023                              | 15:15 | Millonarios  | 0 - 2          | Santa Fe         |
| 11     | 3 de mayo de 2024       | Liga Femenina 2024                              | 19:00 | Millonarios  | 1 - 0          | Santa Fe         |
| 12     | 27 de abril de 2025     | Liga Femenina 2025                              | 11:00 | Santa Fe     | 2 - 0          | Millonarios      |
| 13     | 9 de junio de 2025      | Liga Femenina 2025                              | 16:00 | Millonarios  | 3 - 1          | Santa Fe         |
| 14     | 18 de agosto de 2025    | Liga Femenina 2025 - Cuadrangulares Semifinales | 16:00 | Santa Fe     | 1 - 0          | Millonarios      |
| 15     | 24 de agosto de 2025    | Liga Femenina 2025 - Cuadrangulares semifinales | 16:10 | Millonarios  | Por definir    | Santa Fe         |

## Historial
| P: Partidos jugados                |
| VM: Partido ganado por Millonarios |
| VSF: Partido ganado por Santa Fe   |
| E: Empate                          |
| GolM: Goles de Millonarios         |
| GolSF: Goles de Santa Fe           |

### Masculino
- Actualizado el 19 de junio de 2025.

| Motivo                | PJ  | VM  | E   | VSF | GolM | GolSF |
| --------------------- | --- | --- | --- | --- | ---- | ----- |
| Categoría Primera A   | 322 | 129 | 107 | 86  | 480  | 390   |
| Copa Colombia         | 15  | 5   | 6   | 4   | 22   | 21    |
| Superliga de Colombia | 2   | 0   | 0   | 2   | 1    | 3     |
| Copa Libertadores     | 2   | 0   | 1   | 1   | 1    | 2     |
| Copa Sudamericana     | 2   | 0   | 2   | 0   | 0    | 0     |
| TOTALES               | 343 | 134 | 116 | 93  | 504  | 416   |

### Femenino
- Actualizado el 18 de agosto de 2025.

| Motivo        | PJ | VM | E | VSF | GolM | GolSF |
| ------------- | -- | -- | - | --- | ---- | ----- |
| Liga Femenina | 14 | 2  | 4 | 8   | 9    | 21    |
| TOTALES       | 14 | 2  | 4 | 8   | 9    | 21    |

## Palmarés
A continuación se listan la cantidad de Torneos oficiales de ambos equipos.

### Masculino
| Torneo                       | Títulos de Santa Fe | Títulos de Millonarios |
| ---------------------------- | ------------------- | ---------------------- |
| Categoría Primera A          | 10                  | 16                     |
| Superliga                    | 4                   | 2                      |
| Copa Colombia                | 2                   | 3                      |
| Copa Sudamericana            | 1                   | 0                      |
| Copa Suruga Bank *           | 1                   | 0                      |
| Copa Merconorte *            | 0                   | 1                      |
| Copa Simón Bolivar *         | 1                   | 1                      |
| Totales de títulos oficiales | 19                  | 23                     |

* Torneo descontinuado

### Femenino
| Torneo                                | Títulos de Santa Fe | Títulos de Millonarios |
| ------------------------------------- | ------------------- | ---------------------- |
| Liga Femenina                         | 3                   | 0                      |
| Copa Libertadores de América Femenina | 0                   | 0                      |
| Totales de títulos oficiales          | 3                   | 0                      |

## Futbolistas que han jugado en ambos equipos

### Masculino
| Lista completa |
| --- |
| A - Jonathan Agudelo - Herly Alcázar - Jorge Abraham Amado - Vladimir Ambuila - Álvaro Aponte - Carlos Arango - Yovanny Arrechea - Rodolfo Ávila B - Miguel Ángel Basílico - Mario Alejandro Benítez - Gerardo Bedoya - Jorge Benegas - Carlos Bolla - Humberto Osorio Botello C - Wilmer Cabrera - Wilson Cano - Hamir Carabalí - Sherman Cárdenas - Roberto José Castro - Wilson Carpintero - Ariel Carreño - Heberto Carrillo - Pablo Centurión - Héctor Javier Céspedes - Jairo Charry - Sergio Cierra - Oscar Contreras Rossi - Miguel Ángel Converti - Diego Luís Córdoba - Manuel Acisclo Córdoba - Nilson Cortés D - Rubén Deibe - José Ernesto Díaz - Ricardo Díaz Bernal - Rafael Dudamel - Jhon Duque F - Mario Fernández - Luciano Martín Figueroa - Nelson Flórez - Ómar Franco - Matteo Frigerio G - Delio Gamboa - Luís Alberto García - Luis Augusto García - Martín Edwin García - Eduardo Ghilio - Daniel Giraldo - José Íber Grueso - Ary Goncalves - Julián Gonzáles - Mario Alejandro González - Claudio Marcelo Guerra H - José Hermel Hernández - Rubén Darío Hernández - Carlos Henao - Jorge "el mono" Herrera I - Arnoldo Iguarán J - Juan Carlos Jaramillo - Mario Jiménez K - José Kaor Dokú - Marino Klinger L - Juan Fernando Leal - Edicson Linares - Iván Leonardo López - Jesús María Lires López - Luis Gerónimo López - Hilmer Lozano Rhan M - Christian Marrugo - Roberto 'Tachero' Martínez - Orlando Maturana - Carlos Arango Medina - Hamlet Mina - Carlos Julio Morales - Germán Morales - Harold Morales - Wilson Morelo - Diego Fernando Moreno - Juan Moreno - Santiago Mosquera - Tomy Mosquera - Hernando Moyano N - Eduardo Niño O - Néstor Ortiz - Oscar Ortega - Eduardo Orozco - Henry Otero P - Moisés Pachón - Luis Alfonso Páez - Oswaldo Marcial Palavecino - Luis Carlos Paz - Andrés Eduardo Pérez - Luís Francisco Pérez - Elvis Perlaza - Hernando Piñeros - Anderson Plata - Pedro Prospitti Q - Juan Carlos Quintero R - Jhon Mario Ramírez - Michael Rangel - Carlos Arango - Oswaldo Redondo - Juan Reyes - Carlos Rivera - Milton Rodríguez - Jaime Rodríguez Suárez - Astolfo Romero - Luis Alberto Rubio S - Edilberto Salazar - Ricardo Salazar Ballesteros - José Salcedo - Alberto Sánchez - Ramiro Sánchez - Efraín Sánchez - Dragoslav Šekularac - Luís Eduardo Soto - Jaime "Choco" Suárez T - Daniel Tílger - Édison Toloza - Ángel María Torres - Juan Carlos Torres U - John Ulloque - Diego Edison Umaña V - Eladio Vásquez - Rafael Valek - Carlos "Panelo" Valencia - Carmelo Valencia - Federico Valencia - Víctor Vega - Juan Guillermo Vélez - Eusebio Vera Lima - Jorge Hernando Vidal - Roberto Vidales - Juan Sebastián Villate W - Waltinho Z - Robinson Zapata - Francisco Zuluaga - Hernando Moyano |

### Femenino
| Lista completa                                                                          |
| --------------------------------------------------------------------------------------- |
| D - Daniela Garavito - Diana Celis K - Kena Romero L - Liana Salazar V - Viviana Acosta |